# Correio Official da Provincia de São Pedro
Correio Official da Província de São Pedro foi um jornal brasileiro editado em Porto Alegre.
Jornal de caráter legalista foi sucessivamente editado por Pedro Rodrigues Fernandes Chaves, Rodrigo de Sousa da Silva Pontes e Manuel Felizardo de Sousa e Melo, todos eles intelectuais da Universidade de Coimbra e figuras que adquiriram importantes cargos políticos no governo do Brasil.
Sua primeira edição circulou em 17 de dezembro de 1834, a última em 19 de setembro de 1835, provavelmente por causa do início da Revolução Farroupilha.